# Thomas Cullinan (diamantaire)
Ne doit pas être confondu avec Thomas Cullinan (écrivain).
Pour les articles homonymes, voir Cullinan.
Thomas Cullinan, né en 1862, décédé le 23 août 1936 est un diamantaire sud-africain, renommé pour avoir donné son nom au plus gros diamant brut connu, le Cullinan.

## Honneurs
La ville de Cullinan, dans le Gauteng (Afrique du Sud), a été dénommée également de son nom.